# Eredivisie 2022-2023 (calcio femminile)
L'Eredivisie 2022-2023, nota anche come Azerion Eredivisie Vrouwen 2022-2023 per ragioni di sponsorizzazione, è stata la tredicesima edizione della massima serie a carattere professionistico del campionato olandese. Il torneo prese il via il 16 settembre 2022 e si concluse il 7 maggio 2023.
Il campionato è stato vinto dall'Ajax per la terza volta nella sua storia. Fenna Kalma, attaccante del Twente, ha vinto la classifica delle migliori marcatrici con 30 reti realizzate.

## Stagione

### Novità
Rispetto all'edizione 2021-22, il numero di squadre partecipanti è aumentato di due unità, salendo a 11, grazie all'ammissione del Fortuna Sittard e del Telstar.

### Formato
Il formato del torneo è lo stesso della precedente edizione con un'unica stagione regolare. Le undici squadre partecipanti si sono affrontate in un girone all'italiana, affrontandosi due volte in partite di andata e ritorno per un totale di 22 giornate. Al termine della stagione, la squadra prima classificata è stata dichiarata campione dei Paesi Bassi e ammessa alla UEFA Women's Champions League per la stagione successiva, assieme alla seconda classificata. Non erano previste retrocessioni.

## Squadre partecipanti
| Club            | Città      | Stadio                          | Stagione precedente    |
| --------------- | ---------- | ------------------------------- | ---------------------- |
| ADO Den Haag    | L'Aia      | Bingoal Stadion                 | 4º posto in Eredivisie |
| Ajax            | Amsterdam  | Complesso sportivo De Toekomst  | 2º posto in Eredivisie |
| Excelsior       | Rotterdam  | Van Donge & De Roo Stadion      | 9º posto in Eredivisie |
| Feyenoord       | Rotterdam  | Complesso sportivo Varkenoord   | 5º posto in Eredivisie |
| Fortuna Sittard | Sittard    | Fortuna Sittard Stadion         | -                      |
| Heerenveen      | Heerenveen | Complesso sportivo Skoatterwâld | 7º posto in Eredivisie |
| PEC Zwolle      | Zwolle     | Complesso sportivo Be Quick '28 | 6º posto in Eredivisie |
| PSV             | Eindhoven  | PSV Campus De Herdgang          | 3º posto in Eredivisie |
| Telstar         | Velsen     | BUKO Stadion                    | -                      |
| Twente          | Enschede   | Complesso sportivo Het Diekman  | 1º posto in Eredivisie |
| VV Alkmaar      | Alkmaar    | Complesso sportivo Robonsbosweg | 8º posto in Eredivisie |

## Classifica finale
|  | Pos. | Squadra         | Pt | G  | V  | N | P  | GF | GS | DR  |
|  | ---- | --------------- | -- | -- | -- | - | -- | -- | -- | --- |
|  | 1.   | Ajax            | 55 | 20 | 18 | 1 | 1  | 67 | 15 | +42 |
|  | 2.   | Twente          | 54 | 20 | 18 | 0 | 2  | 81 | 6  | +75 |
|  | 3.   | Fortuna Sittard | 36 | 20 | 11 | 3 | 6  | 49 | 27 | +22 |
|  | 4.   | PSV             | 35 | 20 | 11 | 2 | 7  | 36 | 23 | +13 |
|  | 5.   | ADO Den Haag    | 32 | 20 | 10 | 2 | 8  | 42 | 21 | +21 |
|  | 6.   | PEC Zwolle      | 26 | 20 | 7  | 5 | 8  | 26 | 37 | -11 |
|  | 7.   | Feyenoord       | 24 | 20 | 6  | 6 | 8  | 18 | 24 | -6  |
|  | 8.   | Heerenveen      | 22 | 20 | 7  | 1 | 12 | 24 | 56 | -32 |
|  | 9.   | VV Alkmaar      | 12 | 20 | 3  | 3 | 14 | 11 | 55 | -44 |
|  | 10.  | Telstar         | 12 | 20 | 3  | 3 | 14 | 18 | 65 | -47 |
|  | 11.  | Excelsior       | 8  | 20 | 2  | 2 | 16 | 14 | 57 | -43 |

Legenda:
      Campione dei Paesi Bassi e ammessa alla UEFA Women's Champions League 2023-2024.
      Ammessa alla UEFA Women's Champions League 2023-2024.
Regolamento:
Tre punti a vittoria, uno a pareggio, zero a sconfitta.

## Risultati
|                 | ADO  | Aja  | Exc  | Fey  | For  | Hee  | PEC  | PSV  | Tel  | Twe  | VVA  |
| --------------- | ---- | ---- | ---- | ---- | ---- | ---- | ---- | ---- | ---- | ---- | ---- |
| ADO Den Haag    | –––– | 0-3  | 2-0  | 0-2  | 1-0  | 3-0  | 2-2  | 1-2  | 4-0  | 0-1  | 5-0  |
| Ajax            | 3-2  | –––- | 3-1  | 1-1  | 4-0  | 7-0  | 2-0  | 1-0  | 1-0  | 1-0  | 5-0  |
| Excelsior       | 0-6  | 0-3  | –––- | 1-0  | 0-5  | 0-2  | 2-2  | 1-3  | 2-2  | 0-3  | 1-2  |
| Feyenoord       | 1-0  | 0-4  | 2-1  | –––- | 0-4  | 1-2  | 1-1  | 1-1  | 2-1  | 0-1  | 3-0  |
| Fortuna Sittard | 3-0  | 1-2  | 3-1  | 0-1  | –––- | 5-1  | 2-2  | 0-1  | 2-2  | 2-1  | 4-0  |
| Heerenveen      | 0-5  | 2-5  | 1-0  | 1-0  | 1-3  | –––- | 1-2  | 0-2  | 4-1  | 0-9  | 2-2  |
| PEC Zwolle      | 0-3  | 1-6  | 2-0  | 0-0  | 2-5  | 2-0  | –––- | 4-0  | 1-0  | 0-2  | 0-1  |
| PSV             | 1-1  | 1-2  | 4-0  | 3-1  | 0-2  | 1-0  | 4-0  | –––- | 6-1  | 0-3  | 4-0  |
| Telstar         | 1-4  | 2-7  | 2-1  | 1-1  | 1-7  | 0-4  | 0-4  | 2-0  | –––- | 0-4  | 0-1  |
| Twente          | 2-0  | 3-1  | 9-0  | 2-1  | 6-0  | 7-0  | 6-0  | 3-1  | 9-0  | –––- | 5-0  |
| VV Alkmaar      | 0-3  | 1-6  | 1-3  | 0-0  | 1-1  | 1-3  | 0-1  | 0-2  | 1-2  | 0-5  | –––- |

## Statistiche

### Classifica marcatrici
| Gol |  |  | Giocatore          | Squadra         |
| --- |  |  | ------------------ | --------------- |
| 30  |  |  | Fenna Kalma        | Twente          |
| 20  |  |  | Tessa Wullaert     | Fortuna Sittard |
| 17  |  |  | Romée Leuchter     | Ajax            |
| 15  |  |  | Tiny Hoekstra      | Ajax            |
| 11  |  |  | Liz Rijsbergen     | ADO Den Haag    |
| 10  |  |  | Janneke Ennema     | Heerenveen      |
| 10  |  |  | Jaimy Ravensbergen | ADO Den Haag    |
| 8   |  |  | Esmee Brugts       | PSV             |
| 8   |  |  | Elena Dhont        | Twente          |
| 7   |  |  | Renate Jansen      | Twente          |
| 7   |  |  | Evi Maatman        | PEC Zwolle      |